# 真阳街道
真阳街道是中华人民共和国河南省驻马店市正阳县下辖的一个街道办事处。

## 行政区划
真阳街道下辖以下村级行政区划单位：
东花园社区、张庄社区、南龙岗社区、鼓楼社区、南街社区、甘泉社区、西菜园社区、黉学社区、金龙桥社区、陈庄社区、万宝聚社区、邹楼村和庞桥村。